# Kurilen Bobtail
| Kurilian Bobtail                           | Kurilian Bobtail                                            |
| Standards - FIFe - TICA (PDF-Datei; 71 kB) | Standards - FIFe - TICA (PDF-Datei; 71 kB)                  |
| ------------------------------------------ | ----------------------------------------------------------- |
| Schulterhöhe                               |                                                             |
| Länge                                      |                                                             |
| Gewicht                                    | Kater: Ø ? kg Katze: Ø ? kg                                 |
| Fell-Länge                                 | Kurzhaar oder Halblanghaar                                  |
| Gewicht                                    |                                                             |
| erlaubte Farben                            | schwarz, blau, rot, creme, mit weiß, mit silber, mit golden |
| nicht erlaubte Farben                      | points, chocolate, lilac, cinnamon, fawn                    |
| erlaubte Fellzeichnung                     | alle                                                        |
| Liste der Katzenrassen                     |                                                             |

Die Kurilen Bobtail ist eine Katze russischen Ursprungs.

## Geschichte
Die Kurilen Bobtail lässt sich seit ca. 200 Jahren auf der Insel Sachalin und den Kurilen nachweisen. Mitte des 20. Jahrhunderts wurde sie von russischen Militärs und Wissenschaftlern in den europäischen Teil der Sowjetunion und so der internationalen Katzenwelt zu Kenntnis gebracht.

## Aussehen
Die Kurilen Bobtail ist eine kräftige Katze mit wildem Aussehen. Sie ist mittelgroß bis groß, stämmig, mit kräftigem Knochenbau. Der Rücken ist etwas gewölbt. Die Beine sind kräftig, hinten länger als vorne. Die Pfoten sind rund. Der Schwanz ist geknickt oder gebogen mit einem oder mehreren Knoten. Seine Länge beträgt 3 bis 8 cm (Brachyurie). Er ist länger behaart als der restliche Körper (Pomponeffekt).
Der Kopf ist groß, als Trapez ausgebildet, mit gerundeten Konturen. Das Profil ist leicht konkav. Die Wangenknochen sind breit. Die Schnauze ist mittellang und breit. Das Kinn ist gut entwickelt.
Die Ohren sind groß, breit, hoch gestellt und nach vorne geneigt. Der Abstand der Ohren ist etwa eine Ohrbreite. Die Ohrspitzen sind gerundet.
Die Augen sind rund, breit und etwas schräg gestellt.
Das Fell ist bei den halblanghaarigen Varianten mittellang mit viel Deckhaar und wenig Unterwolle. Hals- und Brustkrause, Hosen, Ohrbüschel und Ohrpinsel sind erwünscht.
Die Farben chocolate, cinnamon, lilac und fawn sind nicht anerkannt, ebenso points. Alle anderen Farben sind in Verbindung mit allen Zeichnungsvarianten anerkannt.
Fehler sind:
- Schwanzlänge zwischen 8 und 12 cm oder kürzer als 3 cm.
- Nur ein Schwanzwirbel (sog. "delayed Bobtail effect").
- Zu gewölbter Rücken.

Bei Ausstellungen führt folgendes zur Disqualifikation:
- Fehlende Schwanzwirbel.
- Kurzer, nicht(!) geknickter oder gebogener Schwanz.
- Schwanzlänge über 12 cm.

## Wesen
Trotz ihres wilden Aussehens ist sie eine sanftmütige Katze. Sie liebt ihre Menschen und verlangt viel Zuwendung. Sie ist sehr aktiv.

## Genetik
Die Genetik der Schwanzmutation wird als unvollständig dominant beschrieben. Damit werden die unterschiedliche Schwanzlängen erklärt. Ein Letal-Defekt wie bei der Manx soll nicht damit verbunden sein. So können Kurilen Bobtails problemlos untereinander verpaart werden. Deshalb sind Auskreuzungen auch nicht erlaubt.

## Qualzuchtdiskurs
Entgegen der ebenso kurzschwänzigen Katzenzüchtungen Manx und  Cymric wurde die Züchtung Kurilen Bobtail im Gutachten
zur Auslegung von § 11b des Tierschutzgesetzes 1999 nicht allgemein als Qualzucht definiert.
Seitdem mehren sich jedoch die Stimmen von Tiermedizieren und Tierschutzverbänden, die generell jede Art von gezüchteter Kurzschwänzigkeit als Qualzucht einstufen, da den Tieren durch die Zucht Leid zugefügt wird. Das Leiden manifestiert sich unabhängig von gesundheitlichen Beschwerden in der starken Einschränkung von Kommunikationsfähigkeit und Beweglichkeit schwanzloser Züchtungen.